# ジェシー・B・オルデンドルフ
ジェシー・バートレット・"オーレイ"・オルデンドルフ（Jesse Bartlett "Oley" Oldendorf、1887年2月16日 - 1974年4月27日）は、アメリカ合衆国の海軍軍人。最終階級は海軍大将。
第二次世界大戦時のレイテ沖海戦で日本軍に勝利したことで知られる。

## 経歴
オルデンドルフは1909年に海軍兵学校を174人中141番の席次で卒業。卒業年次から「アナポリス1909年組」と呼称された世代からは首席卒業でソロモン諸島の戦いにおいて両用戦部隊司令官を指揮したセオドア・Ｓ・ウィルキンソン、戦艦「ノースカロライナ」初代艦長オーラフ・M・ハストベット、初代海軍作戦部長のウィリアム・S・ベンソンを父に持つ戦艦「ワシントン」初代艦長ハワード・H・J・ベンソンらがいる。第一次世界大戦前にカリフォルニア (USS California, ACR-6) 、プレブル (USS Preble, DD-12) 、デンバー (USS Denver, C-14) 、ホイップル (USS Whipple, DD-15) 、に乗り組み、その後再びカリフォルニアから改名したサンディエゴ (USS San Diego, CA-6) に乗り組んだ。続いてパナマ運河の調査艦ハンニバル (USS Hannibal, AG-1) に乗り組んだ。
アメリカ合衆国が第一次世界大戦に参戦すると、オルデンドルフは陸軍の輸送艦サラトガを護衛したが、サラトガはニューヨークで事故のため沈没し、その後輸送艦プレジデント・リンカーン (USS President Lincoln) に砲術士官として乗り組んだ。プレジデント・リンカーンは1918年5月31日にアイルランド沖でドイツ潜水艦 U-90 から3発の魚雷を受け沈没した。
両大戦間にオルデンドルフは貨物艦および輸送艦での任務に配属された。重巡洋艦シアトル (USS Seattle, CA-11) の機関士官および輸送艦パトリシア (USS Patricia) の副長を務め、その後陸上勤務に戻る。ピッツバーグ募兵事務所での勤務後、ボルチモアで機関検査官を務め、続いて水路局で勤務した。その後偵察ヨットのナイアガラ (USS Niagara, PY-9) に配属される。1921年から22年にかけてバーミングハム (USS Birmingham, CL-2) に乗り組みカリブ海で勤務、特別任務戦隊司令官の副官を務めた。その後1922年から24年までと27年から28年まで、海軍工廠司令官の副官を務めた。
オルデンドルフが艦長として初めて乗り組んだ艦は駆逐艦ディケーター (USS Decatur, DD-341) であった。1922年から27年まで艦長職を務めた後、翌28年から30年まで海軍大学校で学び、30年から32年まで戦艦ニューヨーク (USS New York, BB-34) の航海長を務める。32年から35年まで海軍士官学校で航海術の教官を務め、その後35年から37年までウェストバージニア (USS West Virginia, BB-48) の副長を務める。37年から39年まで航海局の新規採用部長に就任、39年から41年8月までの間に大佐に昇進し、重巡洋艦ヒューストン (USS Houston, CA-30) 艦長に着任する。
1941年9月にオルデンドルフはヒューストンの艦長を退任し、海軍大学校の教官に着任、1942年2月まで航海術を教授した。1942年3月31日、オルデンドルフは海軍少将に昇進、アルバ＝キュラソー島での任務に就く。1942年8月にはトリニダード島に異動し、対潜水艦戦任務に就く。1943年5月から12月まで第24任務部隊の指揮を執り、西大西洋における全ての艦隊護衛任務を統括した。
この期間の彼の旗艦は駆逐艦母艦のプレーリー (USS Prairie, AD-15) および艦隊曳船のカイオワ (USS Kiowa, ATF-72) であった。
1944年1月にオルデンドルフは太平洋戦線へ転属となり、第4巡洋艦隊を指揮、重巡洋艦ルイビル (USS Louisville, CA-28) を旗艦とした。第4巡洋艦隊は戦艦および巡洋艦から成り、空母部隊の作戦活動の支援およびマーシャル諸島、パラオ、マリアナ諸島、レイテ島への上陸部隊に対する火力支援を担当した。
1944年10月24日のレイテ沖海戦でオルデンドルフ少将は第77.2任務群の指揮官であった。彼は麾下の戦艦と巡洋艦をスリガオ海峡で古典的な戦列に配置した。彼の部隊には真珠湾攻撃で一度撃沈された旧式戦艦が5隻含まれていた。10月25日の早朝、オルデンドルフは旗艦ルイビルに座乗し、西村祥治中将率いる日本艦隊を迎撃、十字砲火を加えてこれを壊滅させた 。戦艦扶桑および山城が沈没し、西村中将もこの戦闘で戦死した。オルデンドルフはこの戦闘による功績で海軍十字章を受章し、1944年12月15日に中将に昇進、第1戦艦戦隊の指揮官に就任した。中将昇進後オルデンドルフはリンガエン湾上陸戦で戦艦部隊を指揮し、1945年3月11日には乗艦のバルジがブイに衝突した際に鎖骨を骨折、沖縄戦では1945年8月12日に乗艦していたペンシルベニア (USS Pennsylvania, BB-38) が天山艦上攻撃機の雷撃により艦尾に被雷、衝撃で数本の肋骨を骨折した。
1945年9月23日、オルデンドルフ中将は和歌山の占領を担当した。
戦後は1945年11月から第11海軍管区の指揮官に着任した。1946年にはサンディエゴ海軍基地の指揮官に着任し、47年から48年までウェスタン・シー・フロンティア指揮官およびサンフランシスコの「モスボール」艦隊指揮官を務めた。オルデンドルフ中将は1948年9月に退役し、同時に大将に昇進した。
ジェシー・B・オルデンドルフ海軍大将は1974年4月27日にバージニア州ポーツマスで死去した。
駆逐艦オルデンドルフ (USS Oldendorf, DD-972) は彼に因んで命名された。

## 参照
1. 1 2 3 4   *Anthony P. Tully (2009) [2009]. Battle of Surigao Strait. Indiana University Press. p. 85-86. ISBN 978-0253352422
2. ↑    - Reynolds, Clark B. (2002) [1978]. Famous American Admirals. US Naval Institute Press. p. 243. ISBN 978-1557500069
3. 1 2 3 4 5 6 7 8 9 10 11    - Reynolds, Clark B. (2002) [1978]. Famous American Admirals. US Naval Institute Press. p. 244. ISBN 978-1557500069
4. ↑    - A.B. Feuer (2009) [1999]. The U.S. Navy in World War I: Combat at Sea and in the Air. Praeger. p. 55-57. ISBN 978-0275962128
5. ↑   *USS Tennessee (1946) [1946]. USS Tennessee, December 7, 1941-December 7, 1945 (Cruise Book). Clark Printing House. p. 62-62 Leyte Landings
6. ↑   *Anthony P. Tully (2009) [2009]. Battle of Surigao Strait. Indiana University Press. p. 82. ISBN 978-0253352422
7. ↑   *USS Tennessee (1946) [1946]. USS Tennessee, December 7, 1941-December 7, 1945 (Cruise Book). Clark Printing House. p. 66-70 Battle of Suragao Straits
8. ↑    - Ireland, Bernard and Gerrard, Howard (2006) [2006]. Leyte Gulf 1944 The world's greatest sea battle. Osprey Publishing. p. 85. ISBN 978-1841769783
9. ↑   *Anthony P. Tully (2009) [2009]. Battle of Surigao Strait. Indiana University Press. p. 206,229. ISBN 978-0253352422
10. ↑  US Navy. Office of Public Information. (1945). Navy Cross: Officers and Enlisted Men of the United States Navy Awarded the Navy Cross. December 7, 1941–July 1, 1945. US Navy. Office of Public Information. p. 417
11. ↑    - Reynolds, Clark B. (2005). On the Warpath in the Pacific: Admiral Jocko Clark and the Fast Carriers. US Naval Institute Press. p. 417. ISBN 978-1591147169
12. ↑   *USS Tennessee (1946) [1946]. USS Tennessee, December 7, 1941-December 7, 1945 (Cruise Book). Clark Printing House. p. 84-90
13. ↑  Melvin Carr Oral History, MS-2607. University of Tennessee, Knoxville, Special Collections Library. Interview by G. KURT PIEHLER and NASHWA VAN HOUTS
14. ↑   *USS Tennessee (1946) [1946]. USS Tennessee, December 7, 1941-December 7, 1945 (Cruise Book). Clark Printing House. p. 62-65 Wakayama